# Cricklewood
 (février 2025).
Si vous disposez d'ouvrages ou d'articles de référence ou si vous connaissez des sites web de qualité traitant du thème abordé ici, merci de compléter l'article en donnant les références utiles à sa vérifiabilité et en les liant à la section « Notes et références ».
Cricklewood est un district situé au Nord-Ouest de Londres au Royaume-Uni, divisé entre le district de Brent et le district de Barnet.

## Histoire
Cricklewood était une ville rurale dans le Middlesex avant de la construction du chemin de fer de la gare de Saint-Pancras au centre et nord d'Angleterre en 1868. La gare de Cricklewood, sur cette ligne, était ouverte en 1870. Après cette date, Cricklewood est devenu une centre d'industrie. La compagnie aérospatiale de Handley Page avait une usine en Cricklewood, et le site est même utilisé par les industries. Cricklewood était aussi la maison originale de Bentley Motors, la compagnie des automobiles.

## Géographie
La route romaine de Watling Street divise Cricklewood entre les deux districts de Barnet (Hendon avant 1965) et Brent (Willesden avant 1965). Cette route reste la route principale de Cricklewood, avec des magasins.